# Edward Duda

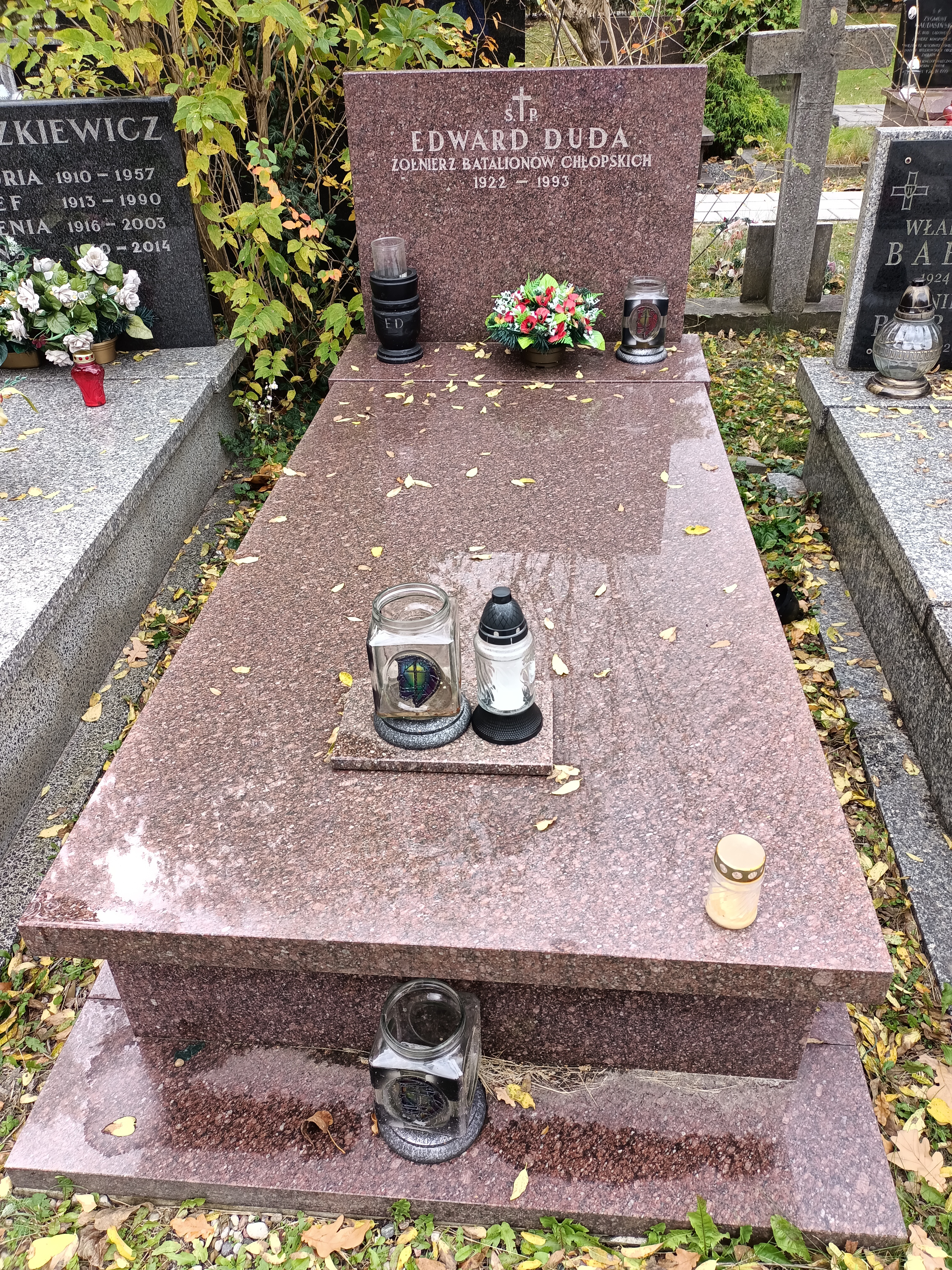
Grób Edwarda Dudy na Cmentarzu Wojskowym na Powązkach

Edward Duda, ps. „Edek”, „Konarski” (ur. 27 grudnia 1922 w Podedwórzu, zm. 8 kwietnia 1993 w Warszawie) – polski polityk i dziennikarz, działacz ruchu ludowego. Członek Rady Państwa (w latach 1976–1983, w tym od 1980 sekretarz), przewodniczący prezydium Wojewódzkiej Rady Narodowej w Rzeszowie (1965–1969). Poseł na Sejm PRL III, IV, V, VI, VII i VIII kadencji.

## Życiorys
Syn Wojciecha i Karoliny. W 1943 wstąpił do Batalionów Chłopskich. Był komendantem rejonowym powiatu Włodawa, a od maja 1944 dowódcą oddziału BCh im. Ziemi Podlaskiej. Od września 1944 służył w Armii Ludowej, początkowo jako zastępca dowódcy kompanii, a później batalionu w III Brygadzie AL. im. Józefa Bema w obwodzie piotrkowskim i częstochowskim. W styczniu 1945 wstąpił do Milicji Obywatelskiej. Był funkcjonariuszem WUBP w Bydgoszczy, a następnie, do listopada 1945, kierownikiem PUBP w Toruniu. W lutym 1945 wstąpił do Związku Młodzieży Wiejskiej RP „Wici”. Wchodził w skład Wojewódzkiego Komitetu Demokratyzacji RP „Wici” w Łodzi. W 1948 został powołany do pracy w Zarządzie Głównym ZMW RP „Wici”. Od lipca 1948 do marca 1951 zastępca kierownika Wydziału Rolnego w Zarządzie Głównym ZMP. W latach 1951–1955 dziennikarz i redaktor naczelny tygodnika „Walka Młodych”. W 1961 ukończył Wyższą Szkołę Nauk Społecznych przy KC PZPR.
W maju 1947 wstąpił do Stronnictwa Ludowego. Od listopada 1949 członek Zjednoczonego Stronnictwa Ludowego. Pełnił w nim liczne funkcje – członek Rady Naczelnej (1949–1956), członek Naczelnego Komitetu (1956–1980), członek Prezydium NK (1971–1980), kierownik Wydziału Propagandy NK (1958–1959 i 1962–1965), sekretarz NK (1969–1980), przewodniczący Klubu Poselskiego ZSL w Sejmie V kadencji (1971–1972).
W latach 1965–1969 zastępca przewodniczącego Prezydium Wojewódzkiej Rady Narodowej w Warszawie. 30 marca 1965 został wybrany na przewodniczącego prezydium Wojewódzkiej Rady Narodowej w Rzeszowie (z uprawnieniami wojewody rzeszowskiego). 4 czerwca 1965 w nowej kadencji uzyskał reelekcję na to stanowisko. 22 kwietnia 1969 złożył rezygnację z tego stanowiska w związku z przejściem na stanowisko sekretarza NK ZSL.
W latach 1976–1980 członek, a w latach 1980–1983 sekretarz Rady Państwa. W latach 1961–1985 poseł na Sejm PRL III, IV, V, VI, VII i VIII kadencji, obok kierowania klubem poselskim był także przewodniczącym komisji sejmowych – w latach 1972–1976 Komisji Spraw Wewnętrznych i Wymiaru Sprawiedliwości (VI kadencja), a w latach 1976–1980 Komisji Administracji, Gospodarki Terenowej i Ochrony Środowiska (VII kadencja). Od 1969 przez kilka kadencji wchodził w skład prezydium Zarządu Głównego Związku Bojowników o Wolność i Demokrację. Od 1974 był członkiem Prezydium Zarządu Głównego Towarzystwa Przyjaźni Polsko-Radzieckiej. W 1983 wybrany w skład Krajowej Rady TPPR. Zmarł 8 kwietnia 1993 w Warszawie.
Jego podpis jako sekretarza Rady Państwa widnieje pod dekretem o stanie wojennym.
Pochowany został na cmentarzu Powązki Wojskowe w Warszawie (kwatera HIII-5-46).

## Odznaczenia
- Order Sztandaru Pracy I
- Order Sztandaru Pracy II klasy
- Order Krzyża Grunwaldu III klasy
- Krzyż Komandorski z Gwiazdą Orderu Odrodzenia Polski[6]
- Krzyż Kawalerski Orderu Odrodzenia Polski
- Złoty Krzyż Zasługi (1955)[7]
- Srebrny Krzyż Zasługi (1946)[8]
- Krzyż Partyzancki
- Medal 40-lecia Polski Ludowej
- Medal 30-lecia Polski Ludowej
- Medal Zwycięstwa i Wolności 1945
- Medal 10-lecia Polski Ludowej (1955)[9]
- Odznaka 1000-lecia Państwa Polskiego (1966)[10]
- Medal „Za zasługi dla ruchu ludowego” (1984)[11]
- Złota honorowa odznaka Związku Młodzieży Wiejskiej (1970)[12]
- Medal „100-lecia sportu polskiego” (1967)[13]
- Medal jubileuszowy „Czterdziestolecia zwycięstwa w Wielkiej Wojnie Ojczyźnianej 1941–1945” (Związek Radziecki, 1985)[14]